# 경주 옥산서원
경주 옥산서원(慶州 玉山書院)은 대한민국 경상북도 경주시에 있는 서원으로 회재(晦齋) 이언적(李彦迪) 선생의 학덕을 기리기 위해 건립된 서원이다. 1967년 3월 8일 사적 제154호에 지정되고, [2010년 8월 1일 양동마을의 일부로 유네스코 세계 문화유산에 등재되었으며, 2019년 7월 10일 '한국의 서원'의 일부로 유네스코 세계유산에 재차 등재되어 2관왕이 되었다.

## 개요
경주 옥산서원은 조선시대 성리학자 회재 이언적 선생의 학덕을 기리기 위해 1572년(선조 5) 경주부윤 이제민이 경상북도 경주시 안강읍 옥산리에 처음 세웠고, 그 다음해 1573년에 선조로부터 ‘옥산’이라 사액이 내려졌다.
공부하는 장소인 구인당이 앞에 있고, 제사를 지내는 체인묘가 뒤에 위치한 전학후묘의 형식이다. 체인묘는 앞면 3칸·옆면 2칸으로, 지붕 옆면이 사람 인(人)자 모양을 하고 있는 맞배집이다. 안에는 이언적의 위패를 모셔 놓았다. 구인당은 앞면 5칸·옆면 2칸의 맞배지붕 건물로 1839년(헌종 5)에 화재로 사라졌다가 다시 지어진 건물이다. 그 외에도 정문인 역락문, 2층 건물인 무변루, 유생들이 공부하며 거처하던 동재 민구재, 서재 암수재 등 여러 건물이 있다.
회재 이언적은 관직을 그만두고 자신의 종가가 있는 경주 양동마을 무첨당의 근처 경주시 안강읍 옥산의 한 시냇가에 거주처로 안채를 짓고 사랑채 독락당(獨樂堂)과 정자 계정(溪亭)을 경영하고 약 6년간 성리학 연구에만 전념하였다. 그런 연유로 회재가 세상을 떠난 후 독락당에서 가까운 곳에 옥산서원을 세웠다.
옥산서원은 회재가 독락당 주변 청절(淸絶)한 냇물을 끼고 있는 바위 다섯 곳에 각각 관어대(觀魚臺)·탁영대(濯纓臺)·세심대(洗心臺)·징심대(澄心臺)·영귀대(詠歸臺)라 이름한 오대(五臺) 중 세심대에 있으며, 세심대에 흐르는 계곡물은 상중하 폭포로 용추를 이루며 서원 오른쪽인 북쪽에서 남쪽으로 감돌아 흘러나간다. 세심대는 용추에서 떨어지는 물로 마음을 씻고 자연을 벗삼아 학문을 구하는 곳이라는 뜻이 있다.
이언적의 학문은 퇴계 이황에게 이어져 영남학파 성리학의 선구가 되었다. 영남학파의 선구자인 이언적을 모신 서원인 만큼 안동의 도산서원과 함께 영남 남인의 양대(兩大) 서원 역할을 했고, 나아가 한국 성리학의 연총으로 자리매김 하였다. 현재 대한민국에서 가장 많은 장서를 보유하고 있는 서원 중 하나로 한석봉, 김정희, 이산해 등 당대 명인의 친필 현판이 남아있다.
서원 동남쪽에 1972년 후손들이 세운 청분각이 있는데, 이언적의 『수필고본』(보물 제586호)과 김부식의 『삼국사기』완본 9권 등 많은 서적이 보관되어 있다. 1871년(고종 8) 흥선대원군의 서원철폐령에서 제외된 47개의 서원에 당연히 포함되었다.

## 유네스코 세계유산
2010년 8월 1일 양동마을의 일부로 유네스코 세계 문화유산에 등재되었으며, 2019년 7월 10일 한국의 서원의 일부로 유네스코 세계 문화유산에 재차 등재되어 2관왕이 되었다.

## 사진

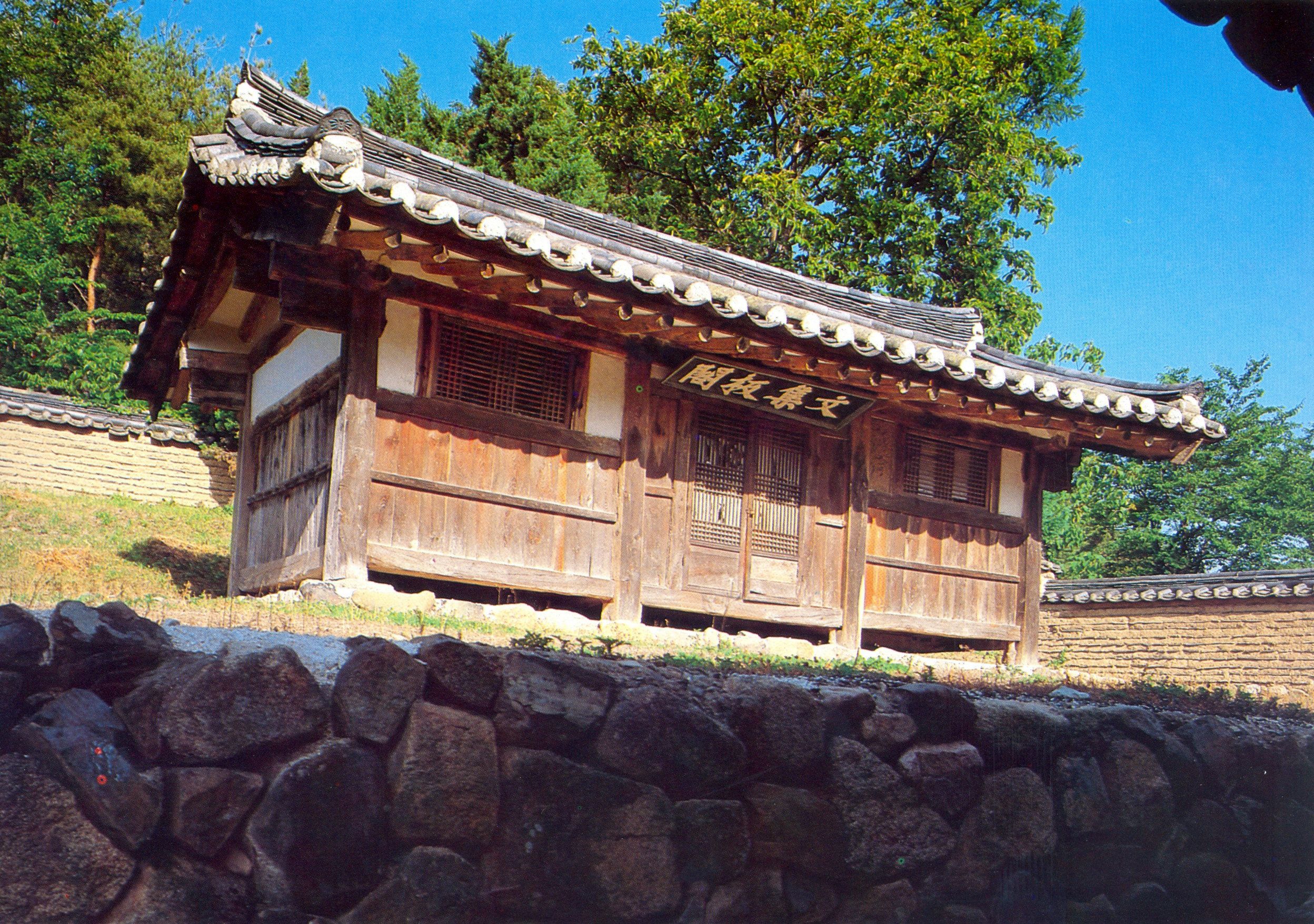
문집판각
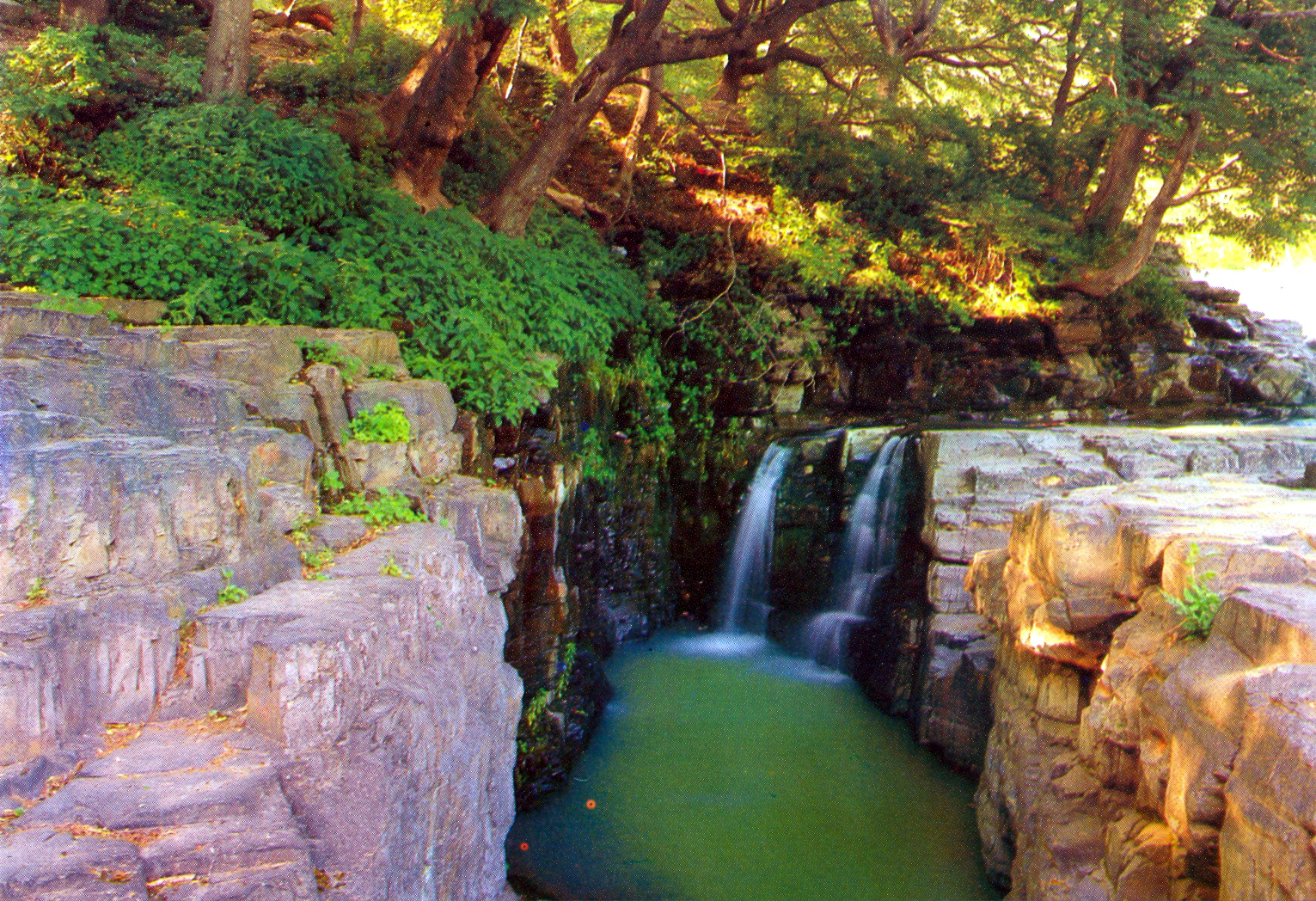
서원 안에 있는 폭포
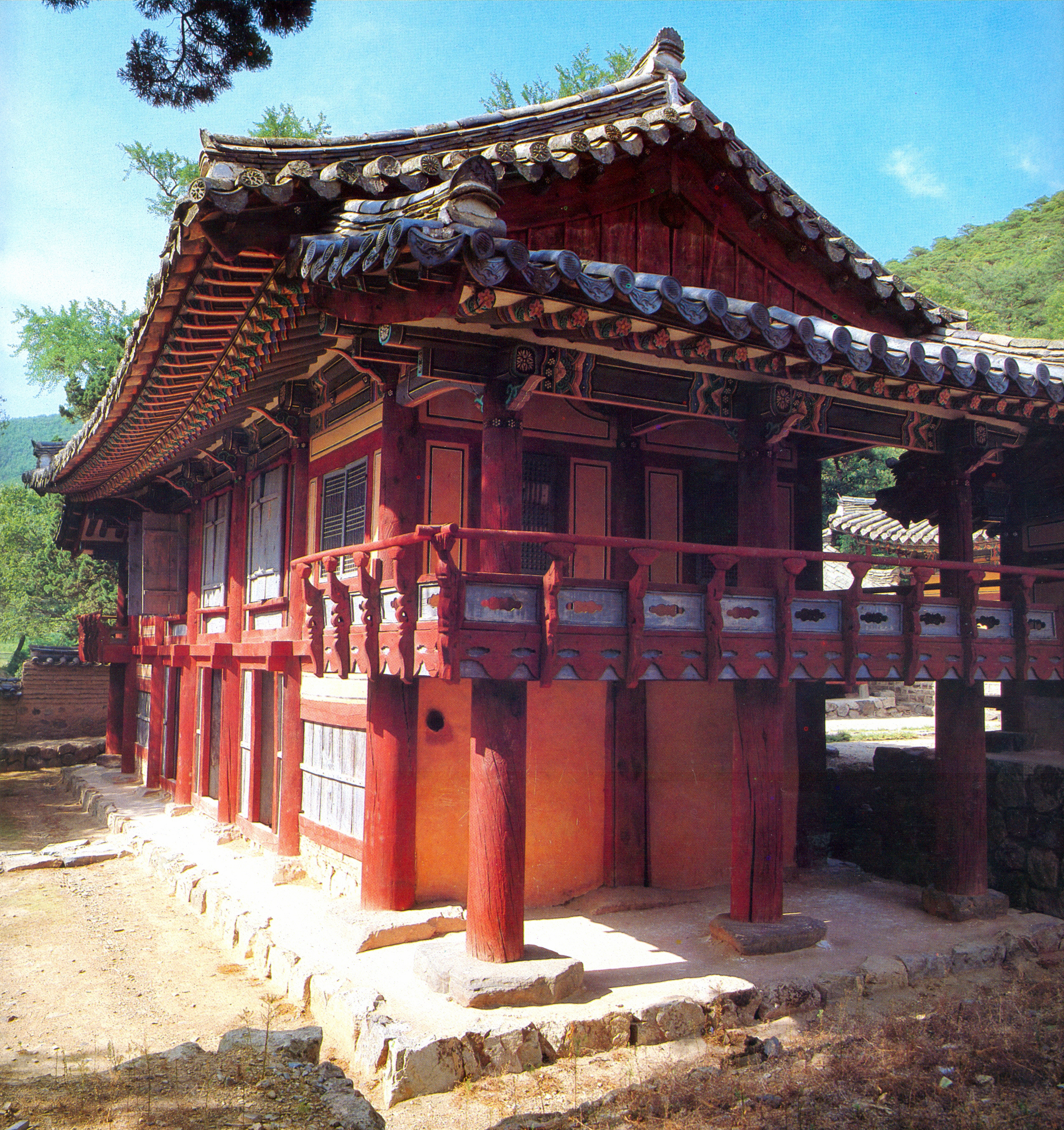
무변루
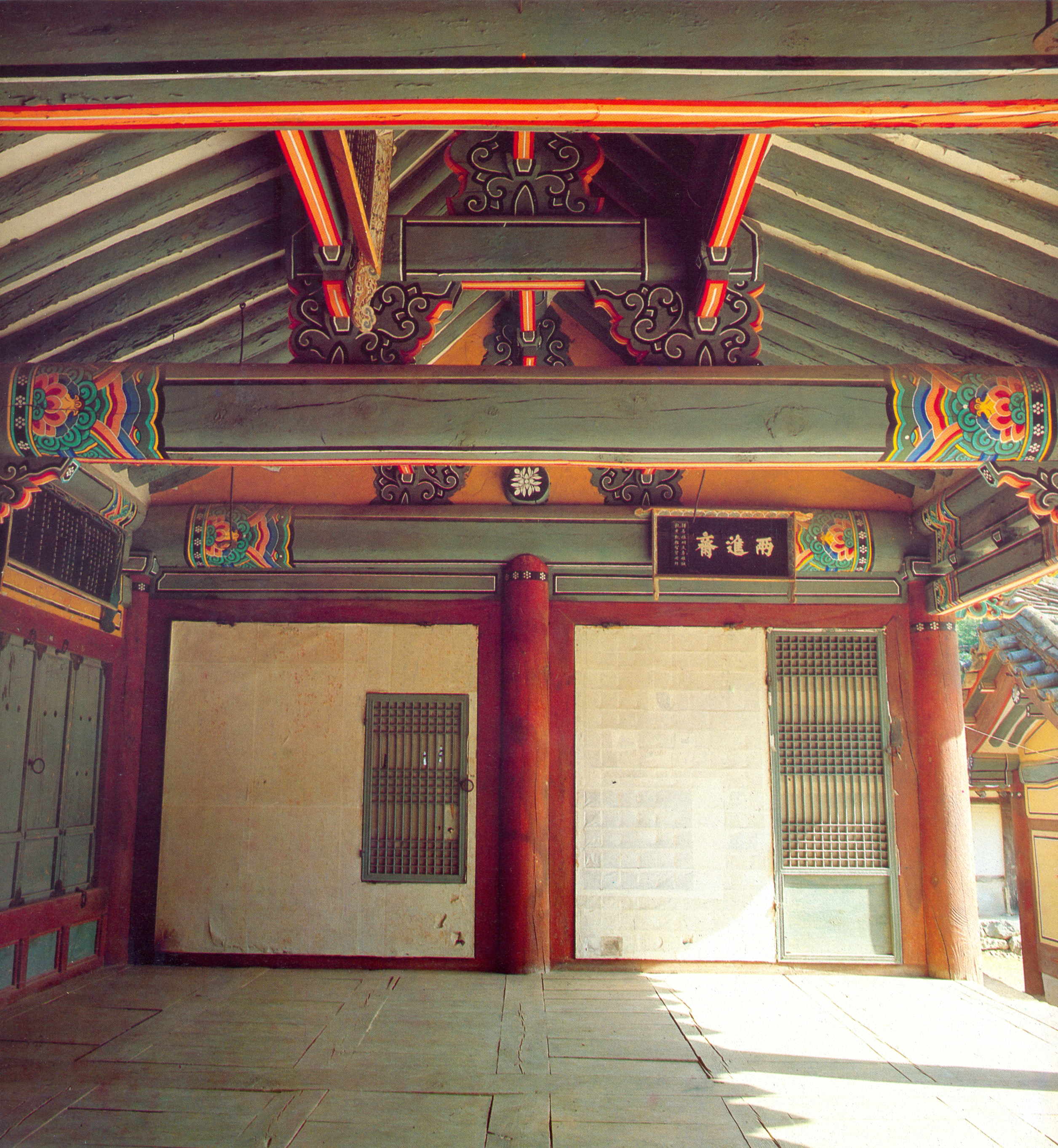
구인당 안
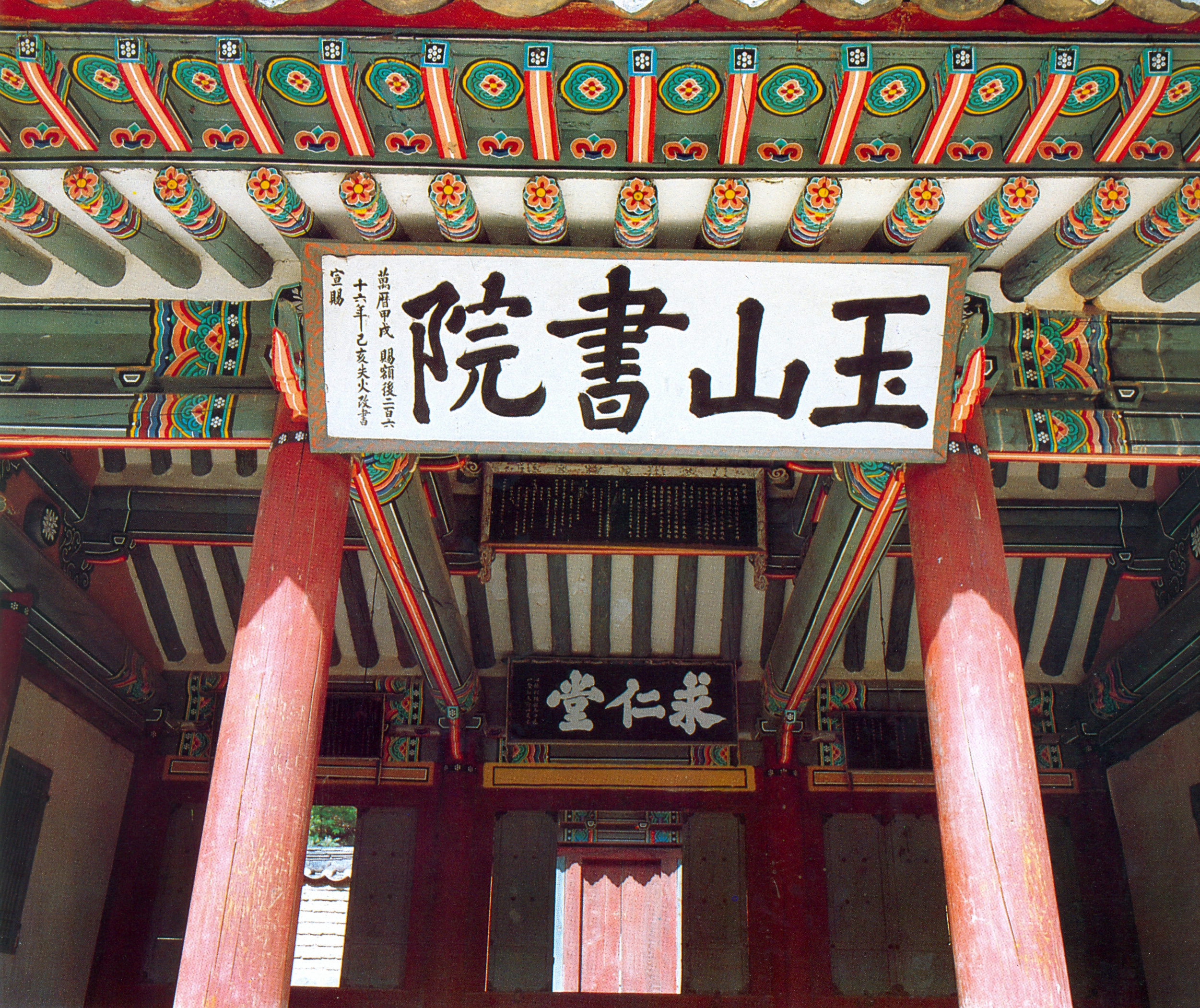
구인당 현판

## 같이 보기
- 서원
- 이언적
- 양동마을
- 무첨당
- 도산서원

## 참고 자료
- 옥산서원(玉山書院) - 한국서원연합회
- 경주 옥산서원 - 국가유산청 국가유산포털